# Antiviral Chemistry & Chemotherapy
Antiviral Chemistry & Chemotherapy (abrégé en Antivir. Chem. Chemother. ou AVCC) est une revue scientifique à comité de lecture. Ce bimensuel publie des articles de recherches originales dans le domaine de la biochimie, du mode d'action, de la chimie, de la pharmacologie et de la virologie des antiviraux. Le journal a une politique de libre accès pour ses archives de plus d'un an.
L'actuel directeur de publication est Hugh J. Field (Université de Cambridge, Royaume-Uni).